# Wolfgang Göttelmann
Wolfgang Göttelmann (* 24. Oktober 1935 in Büdingen; † 18. Januar 2025 in Hamburg) war ein deutscher Diplomat.

## Leben
Göttelmanns Eltern waren der Amtsgerichtsrat Edmund Göttelmann und seine Frau Grete geb. Rettig.
Göttelmann besuchte die Deutsche Schule Istanbul. Nach dem Abitur (1956) studierte er am St. Catherine’s College der University of Oxford und an der Eberhard-Karls-Universität Rechts- und Wirtschaftswissenschaften. Am 28. Januar 1957 wurde er im Corps Rhenania Tübingen aktiv. Am 24. Februar 1958 inaktiviert, wechselte er an die Ludwig-Maximilians-Universität München. In München legte er beide juristische Staatsprüfungen ab. An der Universität des Saarlandes wurde er 1967 zum Dr. iur. promoviert. Nach einer Tätigkeit bei der Kommission der Europäischen Gemeinschaften in Brüssel, an der Haager Akademie für Völkerrecht und in einer internationalen Anwaltskanzlei in München trat er 1966 in den deutschen Auswärtigen Dienst.
Zunächst war er in der Politischen Abteilung des Auswärtigen Amts in Bonn und am Deutschen Generalkonsulat in Basel tätig. Von 1970 bis 1973 war er politischer Referent an der Botschaft in Bern und von 1973 bis 1975 Wirtschaftsreferent an der Botschaft in Kairo. Nach einer weiteren Verwendung in der Rechtsabteilung des Auswärtigen Amts wurde er 1982 von Bundesminister Hans-Dietrich Genscher an die Ständige Vertretung bei den Vereinten Nationen in New York versetzt. Danach war er von 1985 bis 1987 Leiter des Referats für das deutsche Personal in internationalen Organisationen im Auswärtigen Amt. Von Bundespräsident Richard von Weizsäcker zum Botschafter ernannt, leitete er von 1987 bis 1990 während des Bürgerkriegs die deutsche Botschaft in Beirut. Es folgten zwei Jahre als Inspektor des Auswärtigen Dienstes in den Ländern Afrikas, Asiens und Amerikas. Vor und nach der Übergabe an China leitete er von 1992 bis 1997 das deutsche Generalkonsulat in Hongkong. Danach war er bis November 2000 deutscher Botschafter in Manila bei gleichzeitiger Akkreditierung in den Pazifikstaaten Mikronesien, den Marshallinseln und Palau.
Aus seiner 1986 geschiedenen Ehe mit Barbara Göttelmann geb. Stankiewicz gingen drei Kinder und neun Enkelkinder hervor. Göttelmann starb am 18. Januar 2025 in Hamburg.

## Orden
- Bundesverdienstkreuz am Bande
- Bundesverdienstkreuz 1. Klasse
- Zedernorden, Großkreuz mit Stern und Schulterband
- Sikatuna-Orden, Großkreuz
- Commander der Knights of Rizal